# ナンシー・グレース・ローマン宇宙望遠鏡
ナンシー・グレース・ローマン宇宙望遠鏡、略称 ローマン宇宙望遠鏡 (英: Nancy Grace Roman Space Telescope, Roman Space Telescope) は、2020年代半ばの打ち上げを目指し、日本を含む国際協力で進められているアメリカ航空宇宙局 (NASA) の広視野赤外線宇宙望遠鏡計画。Wide Field Infrared Survey Telescope （広視野近赤外線サーベイ宇宙望遠鏡）の頭文字を取って WFIRST という名称で計画が進められていたが、2020年5月20日、NASAは正式名称を Nancy Grace Roman Space Telescope と定めたと発表した。ナンシー・グレース・ローマンは、1960年代以降NASAの宇宙望遠鏡計画実現に重要な役割を果たし、特にハッブル宇宙望遠鏡の計画実現のためNASA内部や議会へ積極的な働きかけをしたことから「ハッブルの母 (Mother of Hubble) 」と呼ばれた女性科学者であった。
2010年に全米科学アカデミーによって”今後10年間で行う天文研究”で最優先計画として推奨された。2012年にアメリカ国家偵察局から、L3ハリス・テクノロジーズに作らせた口径2.4mの主鏡の提供を受けた後、それをベースに2016年2月17日、WFIRSTはNASAの公式ミッションに指定された。2020年3月2日、WFIRSTプロジェクトは、技術上のマイルストーンをクリアし、ハードウェアの開発が可能なフェーズCの段階に進むことが認められた。主鏡表面にはJWSTよりも短い波長の近赤外線領域に特化させるために銀コーティングが施されている。
2021年4月の時点で20個ほどしか見つかっていない恒星ブラックホールによる重力マイクロレンズ効果の観察による発見、Ia型超新星観測によるダークエネルギー解明、コロナグラフによる系外惑星直接観測、暗黒物質やその候補である「はぐれ惑星」などの発見など多数の成果が期待されている。
2021年9月29日、設計作業が完了。
2023年8月23日、神経系（約32,000本のワイヤーと900本のコネクタで構成）と呼ばれている、通信ケーブルとハーネスのインストールとテストが開始される。
2024年5月24日、コロナグラフ装置の準備が完了。
2024年8月9日、バイザーの展開テストが行われる。
2024年8月13日、広視野機器が組み立てをおこなっている、ゴダード宇宙飛行センターに到着。